# Кейла (волость)
Ке́йла (ест. Keila vald) — волость в Естонії, одиниця самоврядування в повіті Гар'юмаа з 10 вересня 1992 до 24 жовтня 2017 року.

## Географічні дані
Площа волості — 179 км².

### Населення
Чисельність населення на 1 січня 2017 року становила 4810 осіб. За даними перепису 2011 року естонці складали 77,1 % (4100 осіб) від загальної кількості мешканців.
- 1959 — 3 032
- 1970 — 5 574
- 1979 — 7 194
- 1989 — 10 072
- 2011 — 5 318[3]

## Населені пункти
Волосна адміністрація розміщувалася в місті Кейла, але саме місто було окремим самоврядуванням і не входило до складу волості Кейла.
На території волості розташовувалися:
3 селища (alevik): Кар'якюла (Karjaküla), Кейла-Йоа (Keila-Joa), Клооґа (Klooga);
19 сіл (küla):
Валксе (Valkse), Іллурма (Illurma), Кеелва (Keelva), Керсалу (Kersalu), Клооґаранна (Kloogaranna), Кулна (Kulna), Кяесалу (Käesalu), Лаокюла (Laoküla), Лауласмаа (Laulasmaa), Легола (Lehola), Логусалу (Lohusalu), Маеру (Maeru), Меремийза (Meremõisa), Нагк'яла (Nahkjala), Нійтвялья (Niitvälja), Огту (Ohtu), Пиллкюла (Põllküla), Тимміку (Tõmmiku), Туулна (Tuulna).

## Історія
10 вересня 1992 року Кейласька сільська рада перетворена у волость зі статусом самоврядування.
13 липня 2017 року на підставі Закону про адміністративний поділ території Естонії Уряд Республіки прийняв постанову № 126 про утворення нової адміністративної одиниці — волості Ляене-Гар'ю  — шляхом об'єднання територій міського самоврядування Палдіскі й трьох волостей: Вазалемма, Кейла й Падізе. Зміни в адміністративно-територіальному устрої, відповідно до постанови, мали набрати чинності з дня оголошення результатів виборів до ради нового самоврядування.
15 жовтня в Естонії відбулися вибори в органи місцевої влади. Утворення волості Ляене-Гар'ю набуло чинності 24 жовтня 2017 року. Волость Кейла вилучена з «Переліку адміністративних одиниць на території Естонії».

## Галерея

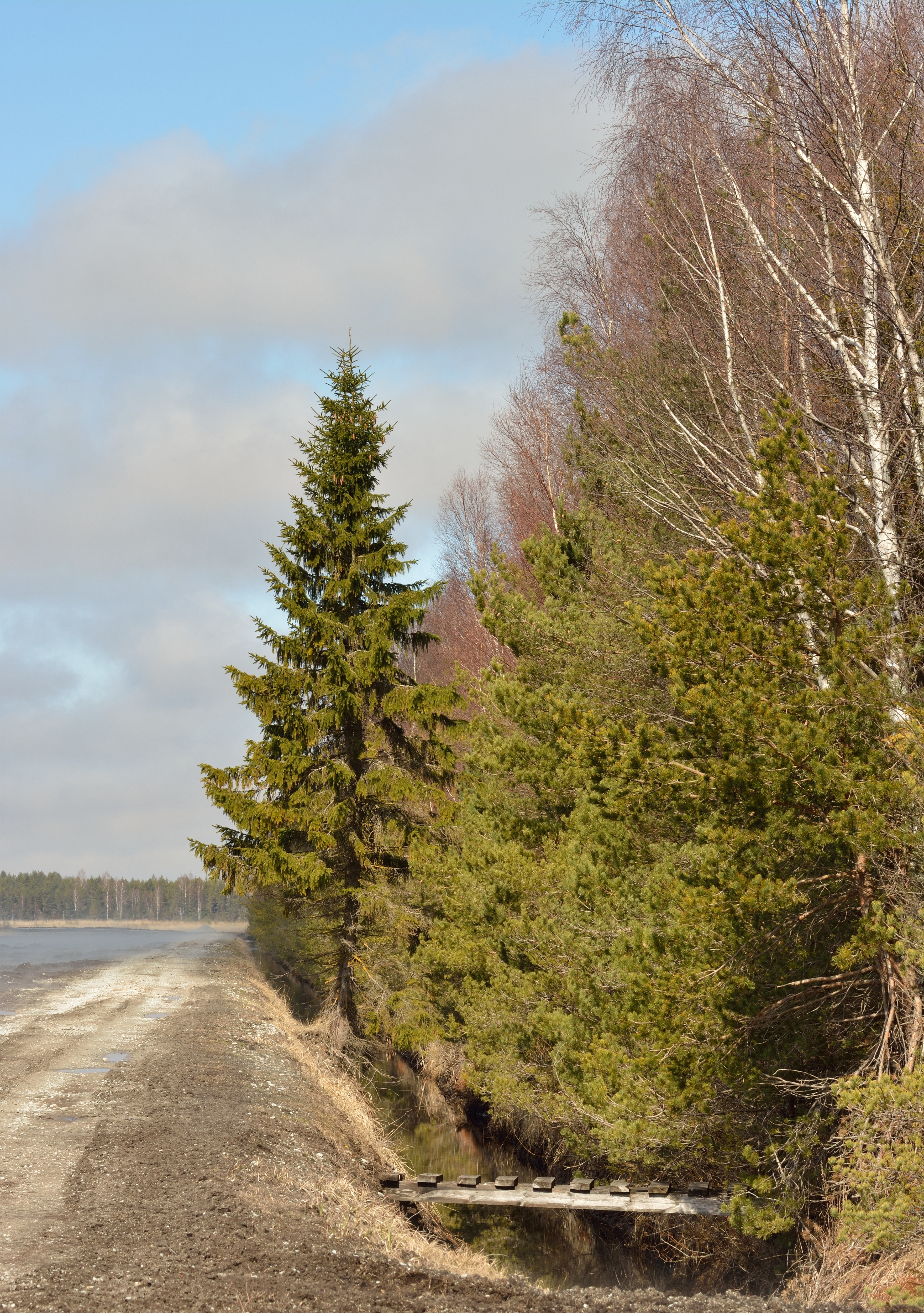
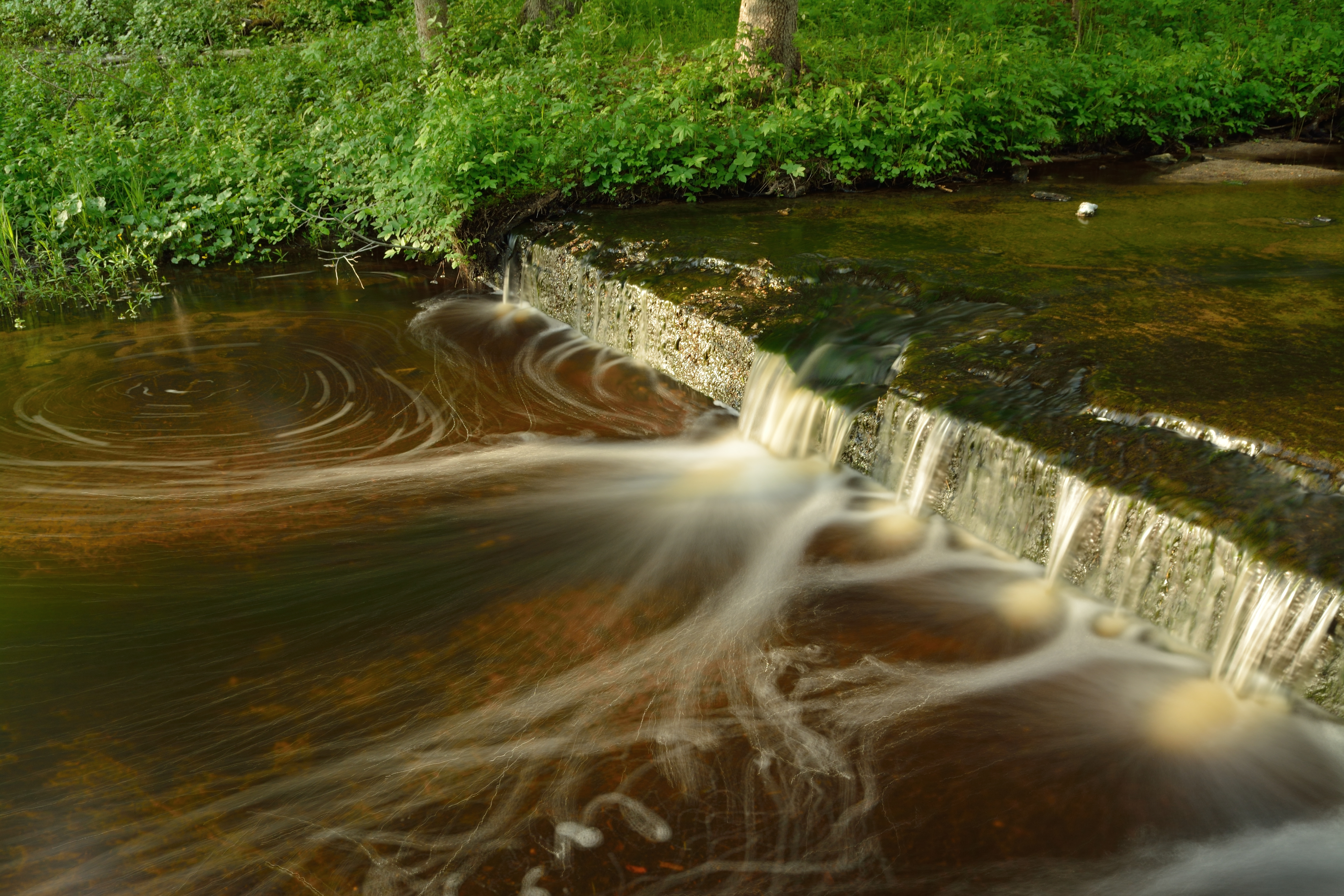
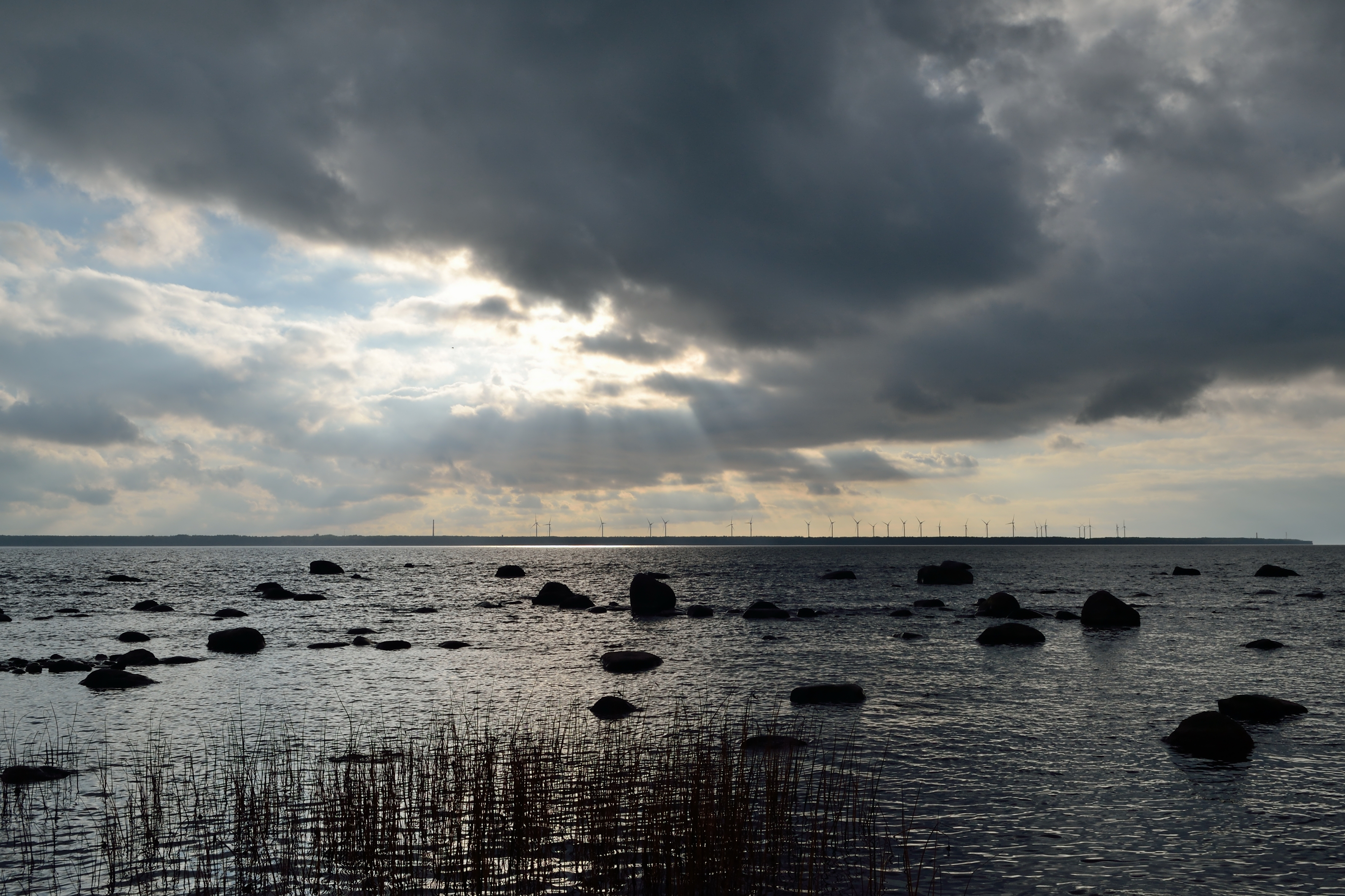
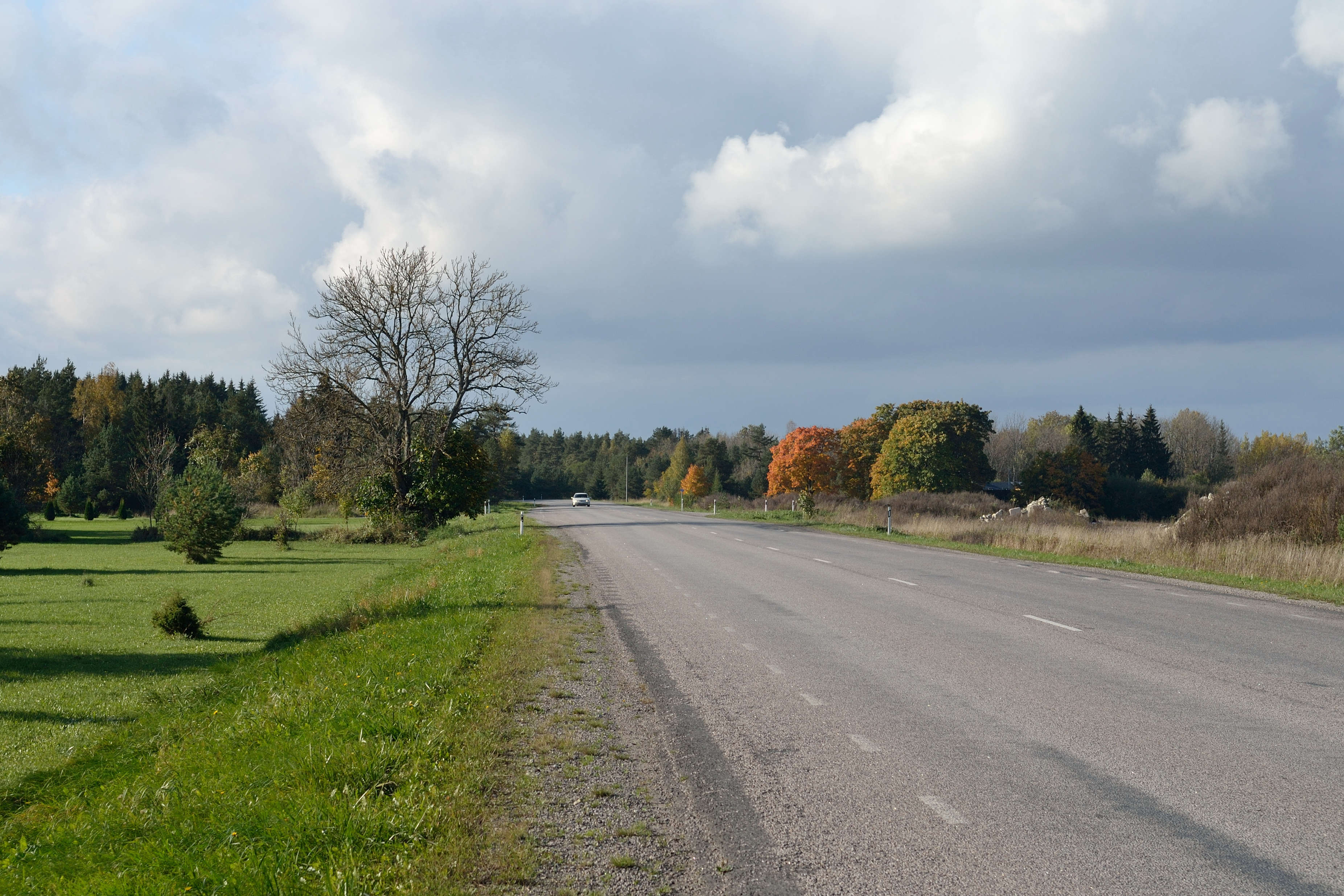